# Орлов, Михаил Иванович (актёр)
Михаил Иванович Орлов (5 февраля 1923, Москва — 22 ноября 2005, там же) — русский и советский актёр театра, кино и эстрады, певец.

## Биография
Родился в семье деятелей культуры, мать — актриса, отец — работник культуры, оба имели высшее актёрское образование. С детства обладал творческими способностями.
Начало Великой Отечественной войны застало выпускника школы М. Орлова в Житомире на Украине, где его отец был в командировке. Под бомбёжками врага через месяц с трудом добрался до Москвы. Был принят в коллектив драматического Театра революции. Вместе с коллективом часто выезжал с выступлениями на фронт, иногда работая под обстрелами и бомбёжками.
В 1943 году поступил в открывшуюся Школу-студию при МХАТе имени Горького. Учился в одной группе со многими известными в будущем артистами Пуговкиным, Давыдовым и другими. Одновременно с учёбой работал в московском театре драмы под руководством Н. М. Горчакова. Вместе с другими молодыми актёрами активно участвовал в обороне и защите Москвы от немецких бомбёжек.
После окончания войны в 1945—1946 годах по приглашению режиссёра А. Я. Таирова играл в столичном Камерном театре. Здесь ярко проявились его вокальные данные. Стал участвовать во многих музыкальных спектаклях. С конца 1946 года его приглашали на ведущие роли в Московский театр оперетты, где проработал до 1959 года. Среди его партнерш были Татьяна Шмыга и Вера Вольская. Плодотворно сотрудничал с режиссёром И. М. Тумановым.
Совмещал работу в театре с выступлениями на эстраде.
Дебютировал в кино в 1946 году. В 1958 году сыграл главную роль в фильме «Капитан первого ранга». После этой серьёзной роли актёра стали много снимать, и ему пришлось уйти из театра и полностью погрузиться в кино. Его умение найти тонкие психологические нюансы, вскрыть подтекст роли, большая трудоспособность, актёрское обаяние, отличные физические данные обеспечили ему частые приглашения на съёмки на разные киностудии страны. В перерывах между съёмками работал в Театре киноактёра, где был, в основном, занят в музыкальных спектаклях, был концертным исполнителем эстрадных песен и песен кино.
Вместе с женой выступал с сольными концертами по всему Советскому Союзу. Вместе с женой прекрасно пели, играли сцены из спектаклей, показывали фрагменты фильмов. В 1968 году ушёл с Мосфильма и Театра киноактёра, сосредоточившись на концертной деятельности.
В 1991 году из-за тяжёлого заболевания оставил творческую работу. Умер в Москве в ноябре 2005 года.

## Личная жизнь
Был женат на актрисе Ларисе Мышковской. Сын — актёр Дмитрий Орлов, погиб 03.11.2008 в ДТП.

## Избранная фильмография
- 1984 — Предел возможного — министр
- 1967 — Таинственная стена — комендант
- 1967 — Морские рассказы — Семёнов, портовый чиновник
- 1967 — Каникулы в каменном веке (короткометражный)
- 1966 — Сказка о царе Салтане — корабельщик
- 1965 — Непокорённый батальон — Виктор Алексеев
- 1965 — Дети Дон Кихота — эпизод
- 1964 — Негасимое пламя  — Николай Камынин
- 1964 — След в океане — агент иностранной разведки, аквалангист
- 1963 — Пятеро из Ферганы — Чернов
- 1962 — Гусарская баллада — партизан
- 1961 — Суд сумасшедших — эпизод
- 1961 — Перевал — Андрей
- 1961 — Музыка Верди (короткометражный)
- 1960 — Спасите наши души — капитан
- 1960 — Русский сувенир — министр
- 1959 — Любой ценой — Приходько
- 1958 — Капитан первого ранга — Захар Псалтырёв
- 1957 — Двое из одного квартала — эпизод
- 1956 — Песня табунщика — Бобров, конферансье
- 1955 — Новый велосипед (короткометражный) — милиционер
- 1955 — Доброе утро — эпизод
- 1954 — Анна на шее — гусар
- 1951 — Прощай, Америка! — эпизод
- 1946 — Глинка — эпизод